# Víctor Raúl (Supe)
Víctor Raúl es una localidad peruana ubicada en el distrito de Supe, perteneciente a la provincia de Barranca del departamento de Lima, en la costa central del Perú. 

## Ubicación
Víctor Raúl se ubica al sureste de la provincia de Barranca, en el distrito de Supe, en el departamento de Lima.

## Demografía
En 2017 Víctor Raúl tenía una población de 6 habitantes.